# Štrekljeva nagrada
Štrekljeva nagrada, poimenovana po Karlu Štreklju, se je prvih 20 let podeljevala vsakoletno, zdaj pa se podeljuje bienalno za življenjsko delo ali izjemne dosežke na področju zbiranja in ohranjanja slovenskega ljudskega izročila v pesmi in (ali) besedi. Sedež odbora je v občini Komen, podjeljujejo pa jo sredi na Gradu Štanjel oz. Ferrarijevem vrtu.

## Prejemniki
- Pavle Merku (2001)
- Milko Matičetov (2002)
- Zmaga Kumer (2003)
- Mira Omerzel Mirit (2004)
- Marija Kozar-Mukič (2005)
- Janez Dolenc (2006)
- Jasna Vidakovič (2007)
- Julijan Strajnar (2008)
- Mirko Ramovš (2009)
- Viljem Černo (2010)
- Engelbert (Bertej) Logar (2011)
- Marija Stanonik (2012)
- Jasna Majda Peršolja (2013)
- Igor Cvetko (2014)
- Pavel Medvešček (2015)
- Tomaž Rauch (2016)
- Ludvik Karničar (2017)
- Marko Terseglav (2018)
- Rožana Koštiál (2019)
- Božidar Premrl (2020)
- Marija Makarovič (2021)
- Nužej Tolmajer (2023)
- Monika Kropej Telban (2025)